# Сантьяго (комарка)
Сантьяго (исп. и галис. Santiago) — район (комарка) в Испании, входит в провинцию Ла-Корунья в составе автономного сообщества Галисия.

## Муниципалитеты
1. Амес
2. Бокейхон
3. Брион
4. Сантьяго-де-Компостела
5. Тео
6. Валье-дель-Дубра
7. Ведра